# Missio canonica
Missão canônica ( latim: missio canonica ) - autorização concedida a determinada pessoa para participar na tarefa docente, santificadora e pastoral da Igreja. No ensinamento do Concílio Vaticano II, significa confiar certas funções na Igreja secular.

## Noções básicas de direito
No código de direito canônico de 1917, o ofício eclesiástico envolvia à participação na hierarquia da Igreja. O decreto conciliar Presbyterorum ordinis afastou-se deste entendimento, definindo função eclesiástica como “qualquer dever confiado de forma permanente para a prossecução do bem espiritual” (PO 20)  . Isto resultou no novo código de direito canónico, tendo em conta a confiança de certas funções na Igreja a leigos devidamente preparados. Tal atribuição envolve a inclusão em ofícios eclesiais ( officia ecclesiastica ) e tarefas ( munera ) que, segundo o regulamento, os leigos podem desempenhar (cân. 228).

## Missio canonica de ensinar nas universidades
O cânon 812 afirma que "em todos os institutos superiores os professores de assuntos teológicos devem ser comissionados ( mandatum ) pela autoridade eclesiástica competente”. O mandatum não é a concessão de nenhum direito especial, mas um certificado público da comunidade do professor com a Igreja e da conformidade da sua doutrina com a doutrina do Magistério.
A constituição apostólica Sapientia christiana (1979) exige que os docentes de disciplinas teológicas nas universidades eclesiásticas recebam uma missão canónica do Grão-Chanceler ou do seu delegado, que deve ser precedida de uma profissão de fé.

## Missio canonica de ensinar religião nas escolas
Uma missio canonica também pode significar uma recomendação pessoal emitida pela autoridade eclesial apropriada para ensinar religião numa escola específica. A possibilidade de dar missio garante que o professor ensine os princípios da fé de acordo com a doutrina da Igreja. Na Polônia, a exigência de obter uma missio canonica é regulada por uma concordata (artigo 12.º, n.º 3).

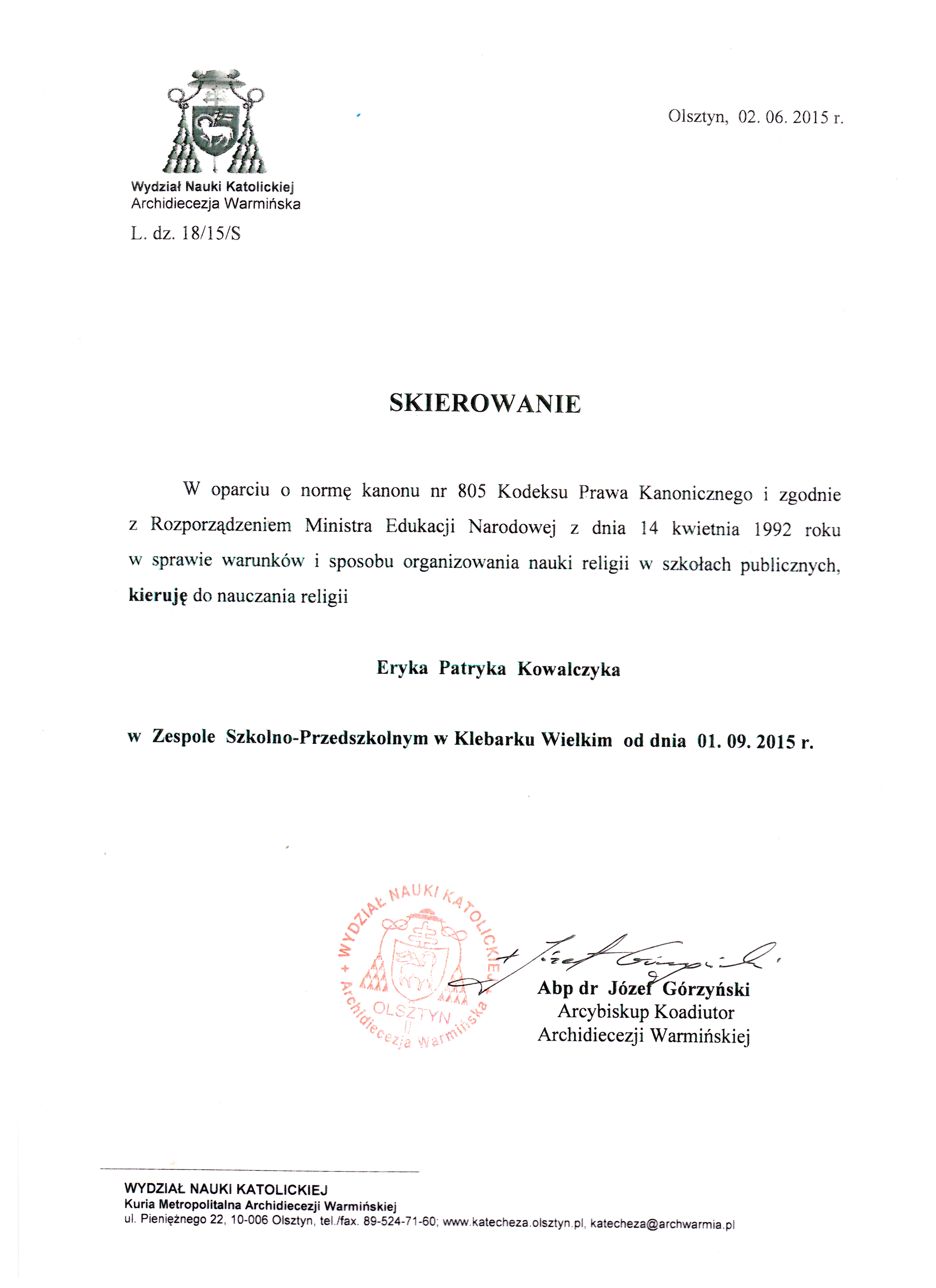
Missio canonica – encaminhamento pessoal do catequista

De acordo com o cânon 805 do Código de Direito Canônico, a missio canonica é expedida pelo Ordinário local. O Ordinário concede missões por tempo determinado ou indeterminado. A missio canonica pode perder-se depois de expirado o seu prazo ou quando for retirada pela autoridade eclesiástica e implicar a cessação do vínculo laboral entre o catequista e o diretor da escola. A retirada de uma missio canonica é possível quando um professor cometeu um ato repreensível do ponto de vista da disciplina escolar ou quando não cometeu tal ato, mas seu ensino é inconsistente com a doutrina da Igreja ou ele age de forma inconsistente com a doutrina cristã. moralidade.